# Peter Reinicke (Hüttenmeister)
Peter Reinicke (* vor 1440; † 1518) war ein deutscher Hüttenmeister, Bergvogt und Ratsherr in Mansfeld.

## Leben
Gemeinsam mit dem Vater von Martin Luther war er Mitbegründer einer Lateinschule in Mansfeld. 1491 ist er als Bürger gemeinsam mit Hans Luder als Ratsherr in Mansfeld nachweisbar. 1509 wird er als Schultheiß genannt, außerdem war er viele Jahre als Bergvogt der Grafschaft Mansfeld tätig. Er betrieb mehrere Bergwerke und die Oberhütte bei Mansfeld. Dafür war eine ungeheure Menge an Holzkohle erforderlich, die er größtenteils aus dem Harz bezog. So bezahlte er im Jahre 1500 dem Rentmeister des Grafen Botho zu Stolberg, Heinrich Schneidewein, die Summe von 80 Gulden, um dafür in den folgenden zwei Jahren den Museberg und das Tunkelholz ausholzen zu können.
1507 reiste Reinicke gemeinsam mit Hans Luder nach Erfurt zum Lutherzug, der Priesterweihe von Martin Luther.
Im Jahre 1509 erfolgte seine Ernennung zum Schultheißen der Stadt Mansfeld.
Der Hüttenmeister Hans Reinicke ist sein Sohn und Erbe. Die Tochter Anna Reinicke heiratete den Theologen Georg Aemilius.